# Chiesa di San Zenone (San Zenone degli Ezzelini)
La chiesa di San Zenone è la parrocchiale di San Zenone degli Ezzelini, in provincia e diocesi di Treviso; fa parte del vicariato di Asolo.

## Storia
Già nel XVIII secolo si propose di costruire a San Zenone una nuova chiesa, ma questo progetto non trovò seguito sino al 1855, quando si iniziarono le pratiche necessarie.

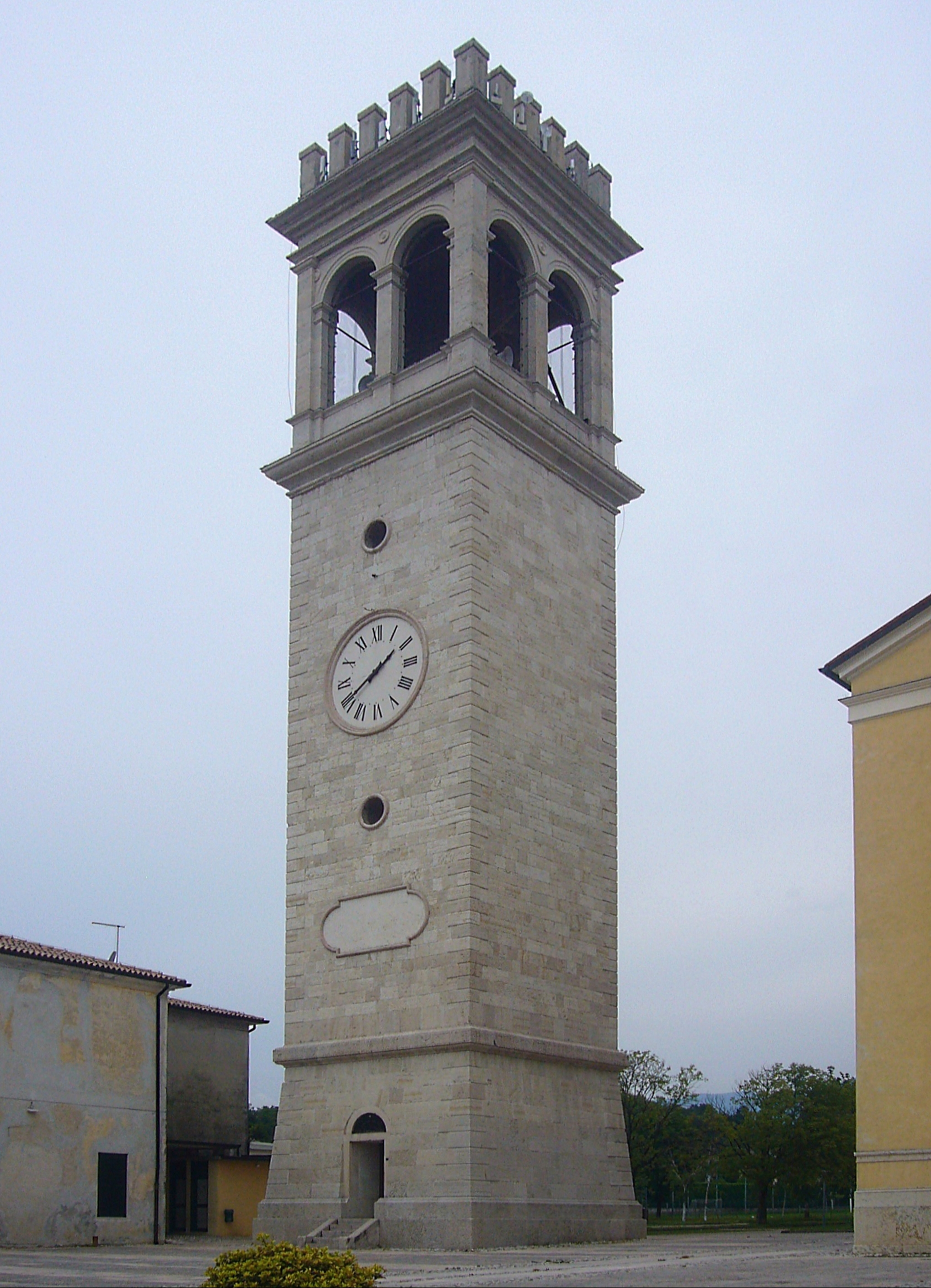
Il campanile

La prima pietra dell'erigendo luogo di culto venne posta il 2 febbraio 1860; i disegni furono redatti dall'ingegnere Francesco Pellizzari, dopo che quelli precedenti presentati da Andrea Favero erano stati respinti per la loro onerosità. La parrocchiale venne terminata nel 1870 e consacrata il 13 agosto dell'anno successivo.
Nel 1970 si provvide a posare il nuovo pavimento e, quattro anni dopo, in ossequio alle disposizioni postconciliari, fu realizzato il nuovo altare rivolto verso l'assemblea; il tetto venne restaurato tra il 1981 e il 1982 e nel 2001 la facciata fu interessata da una ristrutturazione.

## Descrizione

### Esterno
La facciata della chiesa, rivolta a sudest, presenta centralmente il portale d'ingresso, protetto da un protiro sorretto da due colonne d'ordine corinzio, mentre più in alto un rosone si apre all'interno di un'ampia arcata a tutto sesto in rilievo; il prospetto è scandito da due grosse lesene sorreggenti il timpano, sormontato da tre statue; ai lati vi sono due piccole ali minori, leggermente arretrate.
Ad alcuni metri dalla parrocchiale s'erge su un alto basamento a scarpa il campanile a pianta quadrata; la cella presenta su ogni lato una bifora ed è coronata da una merlatura.

### Interno

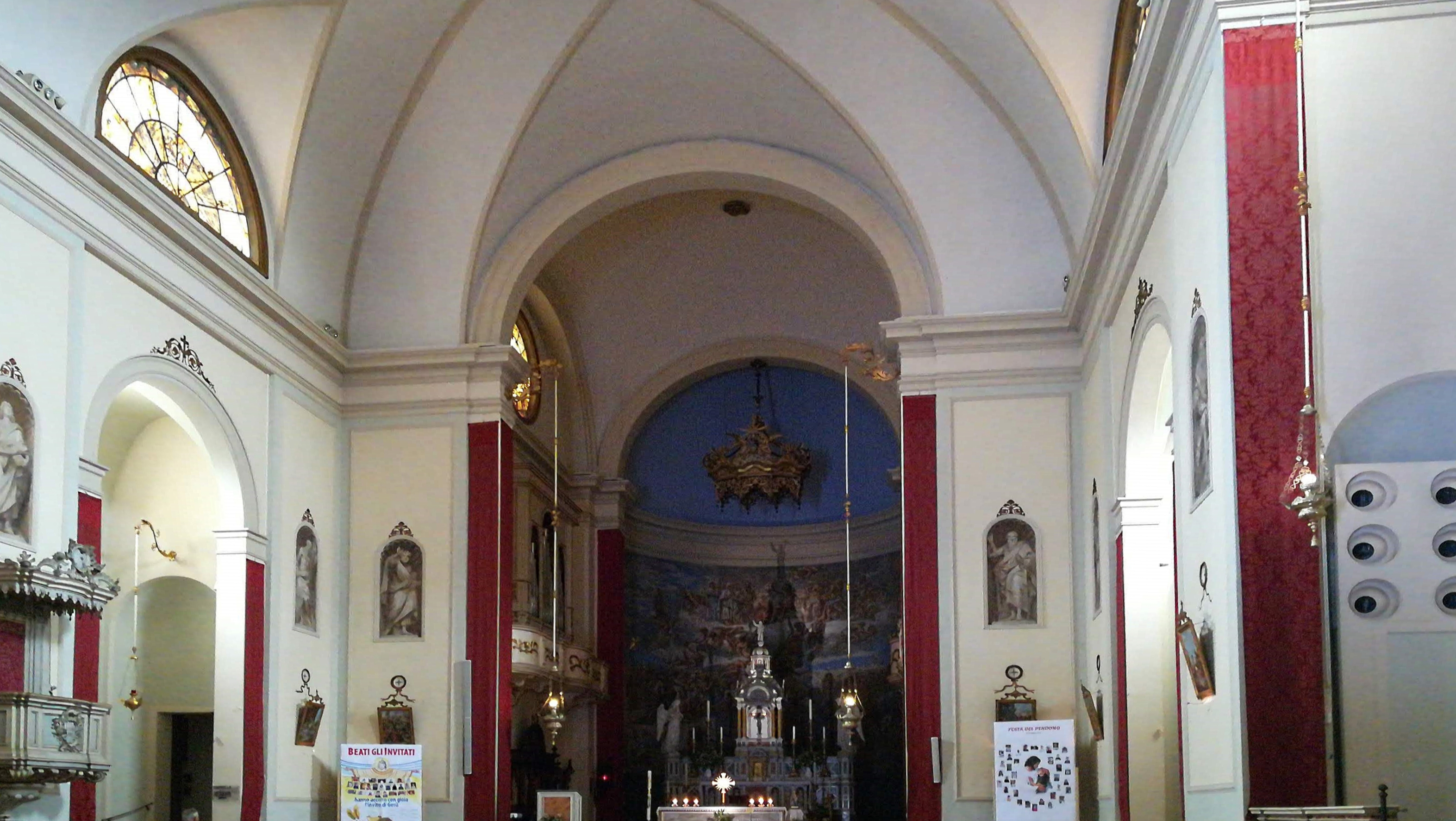
L'interno

L'interno dell'edificio si compone di un'unica navata, sulla quale si affacciano le cappelle laterali e le cui pareti sono scandite da paraste sorreggenti il cornicione sopra il quale si imposta la volta, abbellita da dipinti; al termine dell'aula si sviluppa il presbiterio, rialzato di alcuni gradini e chiuso dall'abside semicircolare.
Qui sono conservate diverse opere di pregio, tra le quali l'altare maggiore, costruito nel 1912 dai fratelli Cavallin, e gli affreschi raffiguranti la Carcerazione del Beato Giordano Forzatè, l'Assunzione in cielo di Maria Vergine, la Gloria di San Zenone, gli Apostoli, il Giudizio universale e le Virtù teologali, dipinti tutti dal castellano Noè Bordignon alla fine del XIX secolo.